# Dungeons & Dragons
|  | Aquest article tracta sobre el joc de rol. Vegeu-ne altres significats a «Dungeons & Dragons (desambiguació)». |

Dungeons & Dragons (en anglès; literalment: "Masmorres i Dracs"), sovint abreujat com a D&D o DnD, és un joc de rol (JDR, o RPG en anglès) de fantasia originalment dissenyat per Gary Gygax i Dave Arneson i publicat per primer cop el 1974 per Tactical Studies Rules, Inc. (actualment TSR, Inc.). Des de 1997, el joc és publicat per Wizards of the Coast. Derivat dels jocs de miniatures amb una variació de les regles de Chainmail que serví com a reglament inicial, Dungeons & Dragons està àmpliament considerat el pioner dels jocs de rol moderns així com de la indústria dels jocs de rol i, per extensió, dels videojocs de rol.
A diferència dels jocs de miniatures tradicionals, a Dungeons & Dragons a cada jugador se li assigna un únic personatge amb qui jugar en lloc d'una legió o formació militar. Aquests personatges emprenen aventures imaginàries en una ambientació fantàstica. Un dels jugadors, conegut com a Dungeon Master, compleix la funció d'àrbitre i de narrador, alhora que prepara i manté els escenaris en els quals ocorren les aventures i en controla els personatges no jugadors que hi habiten. Els personatges es reuneixen en grups per interaccionar amb aquests habitants, a més d'entre si mateixos. Junts resolen problemes, combaten amb enemics, troben tresors i adquireixen coneixements. En el procés, els personatges obtenen punts d'experiència amb l'objectiu de tornar-se més poderosos al llarg d'una sèrie de partides.
L'èxit inicial de Dungeons & Dragons va provocar una ràpida proliferació de jocs similars, com RuneQuest, Tunnels & Trolls, Traveller i Arduin però, malgrat la competència, Dungeons & Dragons segueix liderant el mercat de la indústria dels jocs de rol. L'any 1977 el joc fou dividit en dues versions: un sistema de joc relativament senzill, conegut com a Dungeons & Dragons; i un altre sistema més estructurat i amb un reglament més dens, conegut com a Advanced Dungeons & Dragons (abreviat com AD&D o ADnD). La 2a edició de AD&D va ser publicada el 1989. Tanmateix, l'any 2000 la línia original del joc es veié interrompuda i Advanced Dungeons & Dragons adquirí el nom de Dungeons & Dragons quan es publicà la 3a edició del joc. Les regles introduïdes en aquesta edició formaren la base del sistema d20, que està disponible sota la llicència Open Game License i que és d'ús lliure per als altres publicadors. El juny de 2003 es llançà al mercat la versió 3.5, que ampliava la 3a edició i encara feia servir el sistema d20. Tanmateix, la 4a edició, publicada el juny de 2008, es desdiu de la llicència OGL i ofereix un sistema de joc més tancat i restrictiu. La 5a edició sortí al mercat de manera escalonada entre els mesos d'estiu i de tardor de 2014.
El joc disposa de diversos suplements, com ara aventures i campanyes predissenyades aptes per a l'ús de grups de joc regulars. Dungeons & Dragons és conegut també per productes de marxandatge que no formen part del joc, referències a la cultura popular i múltiples controvèrsies, notablement un pànic social de certa envergadura que es va produir durant els anys 80 que relacionava falsament el joc amb el satanisme i el suïcidi, especialment present als Estats Units. El joc de rol ha guanyat diversos premis al llarg de la seva història i ha estat traduït a molts d'idiomes a part de l'anglès, però a data de juny de 2025 encara no hi ha res disponible en català.
Dungeons & Dragons segueix essent el joc de rol més popular i el més venut, amb uns 20 milions de persones que hi han jugat i uns ingressos de més de mil milions de dòlars nord-americans en la venda de llibres i equipament. Els productes de la marca Dungeons & Dragons van suposar més del 50% dels productes dels jocs de rol venuts el 2002. Fora de les comunitats de joc, D&D s'ha transformat en un metònim usat sovint per referir-se als jocs de rol en general.

## Visió general del joc
Dungeons & Dragons és un joc de rol estructurat tot i que de final obert. Normalment s'hi juga a l'interior d'un edifici, amb els participants asseguts al voltant d'una taula o tauler. Habitualment, cada jugador controla un únic personatge, que representa un individu d'un escenari fictici. Quan van junts, aquests personatges (abreviats PCs, de "Player Characters") solen ser descrits com un grup ("party") d'aventurers, on cada membre sol tenir les seves pròpies especialitats que contribueixen al triomf col·lectiu del conjunt. Mentre procedeix el joc, cada jugador dirigeix les accions del personatge que té assignat i decideix com aquest interacciona amb la resta de personatges del joc. Aquesta direcció s'executa fent-se passar pel personatge i parlant en nom seu, al mateix temps que el jugador ha d'emprar una sèrie d'habilitats socials i cognitives, com la lògica, matemàtiques de nivell bàsic i la imaginació. Un joc normalment consta d'una sèrie de trobades ("encounters") per completar una aventura ("adventure"), o més àmpliament, de múltiples aventures, el conjunt sencer conegut com a campanya ("campaign").
El resultat de les decisions que pren el grup i l'argument general del joc són determinats pel Dungeon Master ("mestre de la masmorra", sovint abreujat DM), en referència a les regles del joc i en la interpretació que el DM en fa. El DM elegeix i descriu els personatges no jugadors (NPCs, de "non-Player Characters"), les trobades que el grup emprèn, l'ambientació en la qual ocorren aquestes interaccions i el desenllaç d'aquestes trobades amb relació a les decisions i accions dels jugadors. Les trobades sovint prenen la forma de combats amb monstres ("monsters"), un terme genèric utilitzat a D&D per descriure éssers potencialment hostils com poden ser animals, aberracions o criatures mítiques. Les extenses regles del joc, que cobreixen aspectes diversos com ara interaccions socials, màgia, combats i l'efecte que l'entorn té sobre els PCs, ajuden al DM a prendre aquestes decisions. Fins i tot, el DM pot elegir saltar-se les regles, així com crear-ne de noves, si ho troba necessari i oportú.
Les versions més recents del joc detallen les seves regles en tres llibres diferents: el Player's Handbook ("Llibre del jugador"), el Dungeon Master's Guide ("Guia del Dungeon Master") i el Monster Manual ("Manual de monstres"). Un Dungeons & Dragons Basic Game és una capsa que inclou, entre altres coses, les regles abreviades per ajudar els principiants a aprendre les regles.
Els únics objectes necessaris per jugar són els manuals, una fitxa de personatge per a cada jugador i daus polièdrics. Les edicions actuals assumeixen l'ús de miniatures o marcadors per representar els personatges, tot i no requerir-ho però sí recomanar-ho. Les edicions més primerenques no feien aquesta assumpció. L'experiència de joc pot ampliar-se amb molts accessoris opcionals, com ara llibres que expandeixen el reglament, aventures predissenyades i campanyes.

## Productes relacionats

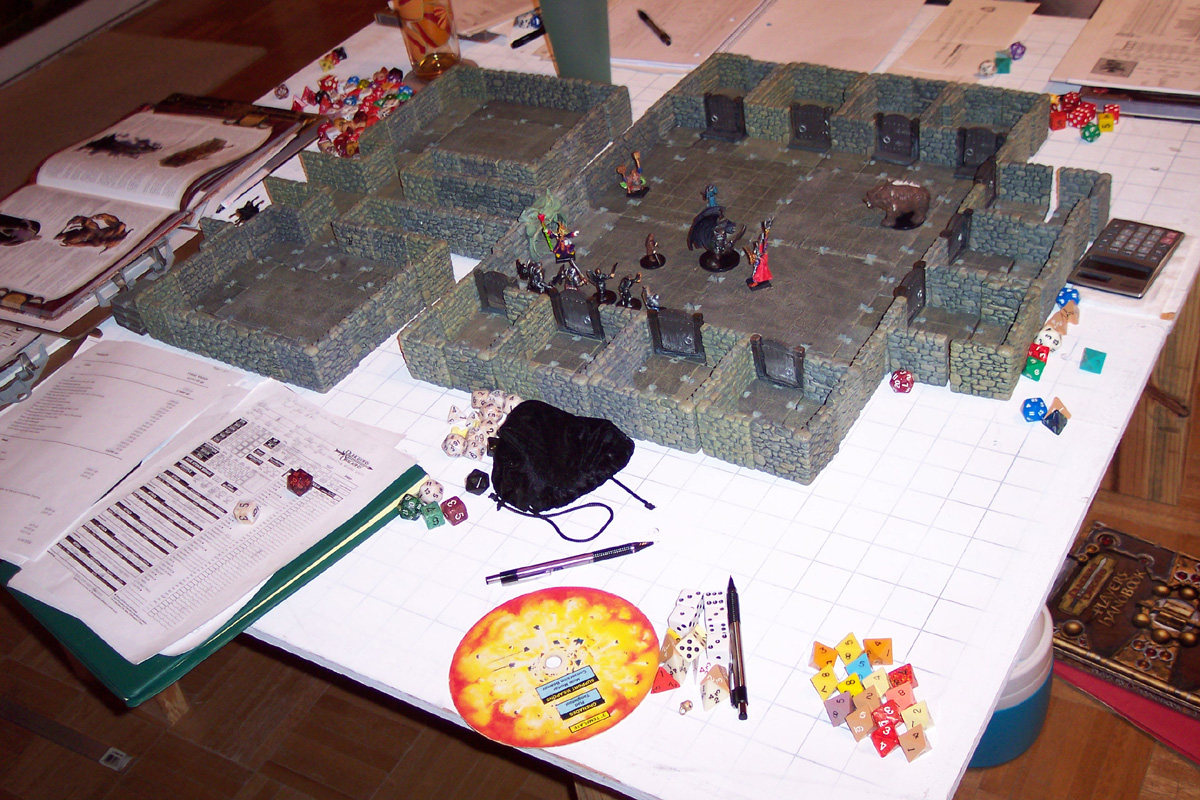
Un exemple d'un joc elaborat de Dungeons & Dragons en curs. El material de la fotografia inclou daus, un grapat de miniatures i el diorama d'una masmorra.

### Mecànica de joc

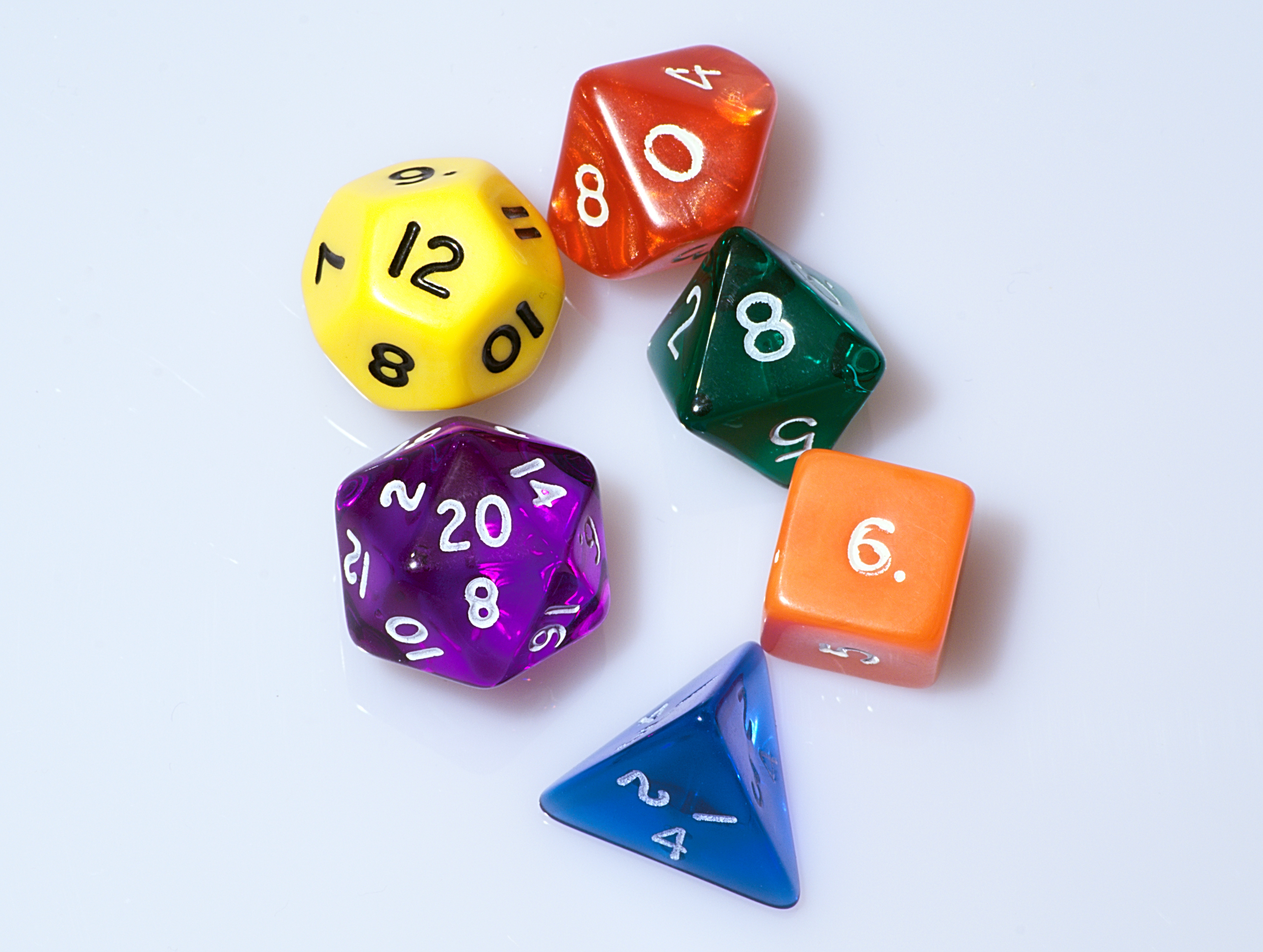
A D&D s'utilitzen daus polièdrics per determinar la resolució d'esdeveniments aleatoris. Se solen abreviar per una 'd' o una 'D' precedida de la quantitat de daus i seguida del nombre de cares. Per exemple, 3d8 significa "tres daus de vuit cares". A la imatge, en sentit antihorari i començant des de baix: d4, d6, d8, d10, d12 i d20. Una parella de d10 no idèntics poden utilitzar-se per representar un dau percentil o d100, un d'ells representant les desenes i l'altre les unitats.

Abans que el joc comenci, cada jugador crea el seu propi personatge i n'apunta els detalls en un full o graella de jugador ("character sheet"). Primer, el jugador determina la puntuació de les seves sis aptituds ("ability scores"), que consisteixen en Força ("Strength"), Complexió ("Constitution"), Destresa ("Dexterity"), Intel·ligència ("Intelligence"), Saviesa ("Wisdom") i Carisma ("Charisma"). Cada edició del joc les determina d'una manera diferent; segons l'edició, es poden determinar aleatòriament, semialeatòriament o predeterminadament. Tot seguit, el jugador escull una raça ("race") per al seu personatge, com per exemple Humà o Elf; una classe ("character class"), com per exemple Lluitador o Mag; una alineació ("alignment"), que és una perspectiva moral i ètica; i una sèrie de poders, habilitats i característiques per intensificar les aptituds bàsiques del personatge. Encara que el reglament no ho sol cobrir, també es poden inventar el rerefons i precedents addicionals del personatge per fer-lo més complet.
Durant el joc, els jugadors descriuen les intencions dels seus PCs, com serien colpejar un rival o forçar un pany, i les comuniquen al DM, que després n'anuncia el resultat o la resposta. Les accions trivials i senzilles, com llegir una carta o obrir una porta desbloquejada, són normalment satisfactòries. En canvi, les accions de major dificultat i risc exigeixen ésser verificades mitjançant daus. Els factors que afecten el resultat inclouen les habilitats i característiques del personatge i la dificultat de la tasca. En les circumstàncies en les quals un personatge no té control sobre un esdeveniment, com quan s'activa una trampa o un efecte màgic o es llança un encanteri, es pot usar una tirada de salvament ("saving throw") per determinar si el dany és mitigat parcialment o totalment. En aquest cas, en les possibilitats de tenir èxit hi influeixen la classe del personatge, el nivell i (des de la 3a edició) les puntuacions d'aptituds.
Així com va progressant el joc, cada PC canvia i generalment creix en capacitats. Els personatges guanyen (o, de vegades, perden) experiència, habilitats i riqueses, i fins i tot poden alterar la seva alineació o afegir classes addicionals. La manera clau mitjançant la qual els personatges progressen és adquirint punts d'experiència ("experience points"), abreviats XP o EXP, que s'obtenen derrotant enemics o completant tasques complexes. Quan un PC adquireix prou experiència avança un nivell, fet que li proporciona noves característiques, aptituds i habilitats, entre d'altres. Fins a la 3a edició, l'experiència es podia perdre en certes ocasions, com per exemple en trobades amb criatures que drenen energia vital o mitjançant l'ús de poders màgics que requereixen el pagament d'experiència. Reglamentàriament, cada edició estableix un nivell màxim, que ha variat al llarg de la història; tot i així, alguns jugadors elegeixen sobrepassar-lo i emprendre els anomenats nivells èpics ("epic levels"). En referència a això, la 4a edició incorpora els nivells èpics, en aquest cas els nivells de 21 a 30, com una part essencial del joc.
Els punts de vida ("hit points"), abreviats HP, són una mesura de la vitalitat i salut d'un personatge i són determinats per la classe, el nivell i la complexió de cada un d'ells. Cada personatge consta d'un màxim de punts de vida ("maximum hit points"), que és el nombre més gran de punts de vida que aquest pot arribar a tenir; d'un valor d'ensangonament ("bloodied value"), que equival a la meitat del màxim de punts de vida; i d'una sèrie d'onades curatives ("healing surges"), que són una habilitat inherent que el personatge pot emprar per recuperar punts de vida. Es poden perdre punts de vida temporalment quan un personatge és danyat o ferit en combat i la pèrdua total de HP és la manera més freqüent que un personatge mori. La mort d'un personatge també pot provenir de la pèrdua d'aptituds clau o de nivells. Quan un PC mor, freqüentment és possible ressuscitar-lo a través de la màgia, tot i que de vegades a costa de penalitzacions. Si no és possible ressuscitar-lo o simplement no es vol fer, el jugador pot crear un nou PC per així continuar jugant.

### Aventures, campanyes i mòduls
Una partida de Dungeons & Dragons sol consistir en una aventura ("adventure"), que és més o menys l'equivalent d'una única història. El DM pot o bé dissenyar la seva pròpia aventura o bé agafar una de les moltes aventures predissenyades, abans conegudes com a mòduls ("modules"), que han estat publicades al llarg de la història de Dungeons & Dragons. Les aventures publicades acostumen a incloure una història de fons, il·lustracions, mapes i objectius que els PCs han de complir. Algunes també contenen descripcions i fulletons dels diversos llocs i escenaris. Tot i que una petita aventura titulada 'Temple of the Frog' ("Temple de la granota") s'incloïa al suplement de regles de 1975 Blackmoor, el primer mòdul pròpiament dit de Dungeons & Dragons fou Steading of the Hill Giant Chief ("La granja del cap gegant de la muntanya"), publicat el 1978 a càrrec de TSR i escrit pel co-creador Gygax.
Una sèrie d'aventures interrelacionades se solen anomenar campanya ("campaign"). Els llocs on aquestes aventures ocorren, com una ciutat, un país, un planeta o un univers fictici, de vegades també són anomenats campanyes, però més acuradament s'haurien de dir mons ("worlds") o escenaris de campanya ("campaign settings"). Les ambientacions de D&D estan basades normalment en diversos subgèneres de fantasia i varien en termes de nivells de màgia i tecnologia. Alguns dels escenaris de campanya comercialitzats populars són: Greyhawk, Dragonlance, Forgotten Realms, Mystara, Spelljammer, Ravenloft, Dark Sun, Planescape, Birthright i Eberron. Alternativament, els DMs poden desenvolupar els seus propis mons ficticis per utilitzar-los com a escenaris de campanya.

### Miniatures
Els jocs de guerra dels quals Dungeons & Dragons deriva utilitzaven miniatures per representar els combatents. Inicialment, Dungeons & Dragons continuà fent-ne servir de manera similar als seus precursors directes. El joc original de D&D de l'any 1974 requeria l'ús de miniatures de Chainmail per a la resolució dels combats. Quan foren publicades les edicions de 1977, els combats se solien resoldre verbalment. Així doncs, l'ús de miniatures ja no era obligatori, tot i que molts jugadors les seguien fent servir com a referència visual.
Els anys 70, múltiples companyies començaren a vendre figures específicament per a Dungeons & Dragons i jocs similars. Entre els fabricants amb llicència que produïen miniatures oficials trobam Grenadier Miniatures (1980–1983), Citadel Miniatures (1984–1986), Ral Partha i el mateix TSR. Moltes d'aquestes miniatures utilitzaven l'escala de 25 mm, amb l'excepció de les miniatures de Ral Partha per a la primera edició Battlesystem, que utilitzaven una escala de 15 mm.
Periòdicament, Dungeons & Dragons ha tornat a les seves arrels de joc de guerra amb sistemes suplementaris de regles destinades als jocs de guerra basats en miniatures. Suplements com Battlesystem (1985 i 1989) i una nova edició de Chainmail (2001) proveeixen regles per representar batalles entre exèrcits utilitzant miniatures.
La tercera edició de Dungeons & Dragons (2000) assumeix l'ús de miniatures per representar les situacions de combat, un aspecte que fou emfatitzat més endavant en la revisió v3.5. El Dungeons & Dragons Miniatures Game (2003) es ven en conjunts aleatoritzats de miniatures de plàstic prepintades, que poden utilitzar-se com a miniatures d'una partida de Dungeons & Dragons normal o com a miniatures del seu propi joc de miniatures col·leccionables.

## Història